# Аппарат государственного министра Грузии по вопросам диаспоры
Аппарат государственного министра Грузии по вопросам диаспоры отвечает за установление и поддержание контактов с грузинской диаспорой за рубежом. Госминистром на данный момент является Гела Думбадзе с 2014 года.
Государственное агентство было создано в 2008 году. Его возглавил Иулион Гагошидзе. Мирза Давитая был назначен государственным министром по вопросам диаспоры 21 декабря 2009 г., сместив Иулиона Гагошидзе. С 25 октября 2012 г. по 22 июля 2014 г. пост госминистра занимал Константин Сургуладзе. В данный момент, главой государственного аппарата является Гела Думбадзе.